# The Nest (film, 2020)
Pour plus de détails, voir Fiche technique et Distribution.
The Nest est un thriller dramatique américano-britannico-canadien écrit et réalisé par Sean Durkin, sorti en 2020.
Il est présenté au festival du film de Sundance 2020.
Au Festival du cinéma américain de Deauville 2020, il remporte le Grand prix, le prix de la critique internationale et le prix de la Révélation .

## Synopsis
Dans les années 1980, Rory, un entrepreneur ambitieux, retourne avec sa famille américaine en Angleterre pour son travail. Sortant de son confort américain pour s'installer dans un manoir anglais, la famille va plonger dans une nouvelle vie qu'elle ne peut s'offrir. Mais peu à peu, l'avenir de la famille va s'assombrir.

## Fiche technique
- Titre original : The Nest
- Titre québécois : Leur nid
- Réalisation et scénario : Sean Durkin
- Direction artistique : Ciara Vernon
- Décors : James Price
- Costumes : Matthew Price
- Photographie : Mátyás Erdély
- Montage : Matthew Hannam
- Musique : Richard Reed Parry
- Producteurs : Ed Guiney, Rose Garnett, Derrin Schlesinger, Sean Durkin, Christina Piovesan et Amy Jackson
- Producteurs exécutifs : Andrew Lowe, Polly Stokes, Jude Law, Ben Browning, Glen Basner, Alison Cohen et Milan Popelka
- Coproducteurs : Kasia Malipan et Noah Segal
- Sociétés de production : FilmNation Entertainment, BBC Films et Telefilm Canada
- Société de distribution : IFC Films (États-Unis), Elevation Pictures (Canada)
- Pays d'origine :  États-Unis,  Royaume-Uni,  Canada
- Langue originale : anglais
- Format : couleur - 1.85:1
- Genre : thriller, drame
- Dates de sortie :
  - États-Unis :
    - 26 janvier 2020 (festival de Sundance)
    - 18 septembre 2020 (sortie nationale)

  - Canada : 18 septembre 2020
  - France : 9 février 2021 (Diffusion directement sur Canal+)
- Classification :
  - France : Déconseillé aux moins de 10 ans lors de sa sortie télévisée

## Distribution
- Jude Law (VF : Alexis Victor ; VQ : Martin Watier) : Rory O'Hara
- Carrie Coon (VF : Valérie Muzzi ; VQ : Marika Lhoumeau) : Allison O'Hara
- Oona Roche (VF : Aaricia Dubois ; VQ : Marguerite D'Amour) : Samantha O'Hara
- Charlie Shotwell (VF : Jean Duprez ; VQ : Lorik Saxena) : Benjamin O'Hara
- Tanya Allen : Margy
- Tattiawna Jones : l'entraîneuse
- Marcus Cornwall : Spencer
- Wendy Crewson (VF : Nathalie Hons) : la mère d'Allison
- Michael Culkin (VF : Patrick Donnay ; VQ : Denis Mercier (acteur)) : Arthur Davis
- Adeel Akhtar (VF : Michelangelo Marchese ; VQ : François Caffiaux) : Steve
- Annabel Leventon : Patricia Davis
- Oliver Gatz : Edward
- Anne Reid (VF : Frédérique Cantrel) : la mère de Rory
- Francesco Piacentini-Smith : Graham
- Polly Allen : Stella
- Kaisa Hammarlund : Helena
- Andrei Alen : Adam

 Source et légende : version québécoise (VQ) sur Doublage.qc.ca

## Distinctions

### Récompenses
- Festival du cinéma américain de Deauville 2020 : Grand prix , prix de la critique internationale et prix de la Révélation

### Sélection
- Festival du film de Sundance 2020 : sélection hors compétition